# Colonna Infame Skinhead
I Colonna Infame Skinhead sono stati un gruppo Skinhead Oi!, ideologicamente collocato a sinistra, appartenente alla scena di Roma attivo sino al 2001. Nel 2010 hanno effettuato una riunione con il cantante originale e hanno ripreso a fare concerti.Nel 2019 si sono sciolti.

## Storia del gruppo
Il gruppo nacque nella metà degli anni novanta a Roma e si distinse dagli altri gruppi Oi! presenti in Italia in quel periodo. Il gruppo in origine era formato da uno Skinhead (batteria) e da tre Straight edge (voce, chitarra, basso) e il suo suono era un'Oi! più rozzo e violento rispetto al "trend" di quel periodo che molto spesso sfociava in vere e proprie sfuriate Hardcore punk. Difatti i Colonna Infame vengono considerati tra le prime band a suonare Oi!Core o Streetcore in Italia.
Con questa formazione il gruppo diede vita ad un demo registrato nel 1996, seguito da un album omonimo (l'unico) registrato nel 1997. In seguito la band si sciolse ma si ricompose poco dopo con due nuovi membri, ribaltando gli effettivi di skinhead-sXe. Con questa nuova formazione il gruppo ha composto delle nuove canzoni, apparse su delle compilation, ed uno split con i concittadini Duap. Il 19 dicembre 2001 la band si è sciolta nuovamente. L'anno dopo la Oi! Strike e la S.O.A. Records, una casa discografica, avviata da Paolo Petralia (Kozza) il cantante (ex-cantante dei Comrades gruppo grindcore romano), ha portato alle stampe la discografia di quello che è considerato uno dei gruppi Oi! più influenti degli anni novanta.
Nel gennaio 2006 hanno effettuato una reunion, sotto il nome di Street Justice anche se Paolo Petralia non era presente. Il 3 aprile 2010 al centro sociale Acrobax di Roma hanno effettuato il primo concerto dopo la riunione, di nuovo con il nome Colonna Infame, con il cantante originale. Nel corso di questa nuova fase il gruppo dà alle stampe un 7" split condiviso con i bolognesi Nabat nel 2014. Da allora suonano stabilmente insieme fino al gennaio del 2019 quando il chitarrista (Damiano) decide di abbandonare il gruppo.
Il 2019 sancì la fine del gruppo.

## Formazione

### (1995-1998)
- Ignorant
- Spartacus
- Angelfuck
- Kozza

### (1999-2001)
- Damiano
- Angelfuck
- Duccio
- Kozza

### (2010-2019)
- Damiano
- Angelfuck
- Peppemberg
- Kozza

## Discografia
- 1996 - Demo
- 1997 - Colonna Infame Skinhead
- 1999 - Duap/Colonna Infame (Split EP)
- 2002 - Discography
- 2014 - Ti sei fermato ad ascoltare??? (Split EP con i Nabat)